# Gemini (chatbot)
A Google Gemini egy generatív mesterséges intelligencia (MI) alapú chatbot, amelyet a Google fejlesztett ki. A Gemini név a 2023 márciusában bemutatott verziót jelöli, mely először "Bard" néven futott, de később átnevezték Geminivé. A Gemini a Google mesterséges intelligenciájának és nagyméretű nyelvi modelljének akkori legújabb iterációja volt, és jelentős fejlődésen ment keresztül a korábbi modellekhez képest, úgymint a LaMDA-hoz és a PaLM-hoz képest. A Gemini az OpenAI ChatGPT-jére Sundar Pichai Google-vezérigazgató vezetésével adott válaszként jött létre, először korlátozott mennyiségben, majd a nyár folyamán más országokban is elérhetővé vált. A Google Gemini hamarosan már több mint 40 nyelven volt elérhető.

## Működése
A többek között az OpenAI chatbotja, a Bing, és a kínai  Baidu botjának, az Ernie-nek vetélytársává vált Gemini különböző verziókban és platformokon volt elérhető, többek között webalkalmazásként, Android és iOS applikációk formájában. A Google chatbotja célja is az volt, hogy személyre szabott, interaktív válaszokat adjon a felhasználóknak, és különböző alkalmazásokon keresztül hasznosítható, például szövegek generálása, kérdések megválaszolása és egyéb mesterségesintelligencia-alapú szolgáltatásokat nyújtson.
A Gemini a Google által fejlesztett mesterséges intelligencia modellek sorozatának része volt, amely a LaMDA (Language Model for Dialogue Applications) és a PaLM (Pathways Language Model) korábbi verziói után következett. A Gemini egyedisége az volt, hogy képes volt integrálni a Google keresőjét és egyéb szolgáltatásait, ezáltal széleskörű információkhoz és gyors válaszokhoz juttatta a felhasználókat.
A fő versenytárs Bing chatbothoz hasonlóan a Google Geminije is képes volt különböző kérdésekre beszélgetésszerű módon válaszolni; alkalmazásként, webböngészővel, Android Auto, WearOS vagy akár a Google TV segítségével. A Gemini lehetővé tette a multimodális munkavégzést, ami azt jelentette, hogy különböző médiumokat, például hangot vagy fotókat adhatott meg, valamint különböző formátumokat, például kódot vagy beszédet is fogadhatott.

## Hozzáférés
A Gemini-alapú változat 2024 februárjában már több mint 230 országban és régióban, 40 nyelven volt elérhető. 2024 februárjától a Google Gemini a ChatGPT 4-gyel ellentétben ingyenesen volt használható, de létezett fizetős változat is. 2024 februárjában a Google a Bardot kísérleti bétaverzióként írta le a megjelenés kezdetén, mielőtt végül a Gemini névre való átnevezéssel piacra dobták volna. 

## Kritika
Több felhasználó baloldali elfogultsággal vádolta a Gemini szöveges válaszait, éppúgy, ahogy az Sam Altmanék – az OpenAI vezérigazgatójáék – ChatGPT fejlesztése során is megtörtént a balra húzás annak bemutatkozását követően. Az egyik ilyen vád, amely az interneten keringett azt állította, hogy a Gemini azt hangoztatta, hogy „nehéz határozottan megmondani”, hogy Musk vagy a náci diktátor Adolf Hitler volt-e negatívabb hatással a társadalomra. Más felhasználók arról panaszkodtak be, hogy a Gemini hajlamos volt támogatni baloldali politikusokat és ügyeket, mint például a pozitív diszkrimináció és az abortuszjogok, miközben elutasította a jobboldali politikusok részéről a húsfogyasztás, és a fosszilis tüzelőanyagok népszerűsítését. A The Wall Street Journal szerkesztősége azt írta, hogy a Gemini „nyilvánvalóan mélyen gyökerező éber elfogultságai” „táplálják a politikai jobboldalon az MI-val szembeni fenntartásokat, s ez a baloldali elfogultság mihamarabbi orvoslást követel.